# Europees Parlement
Het Europees Parlement of kortweg EP (soms ook Europarlement) is de rechtstreeks verkozen volksvertegenwoordiging van de Europese Unie. Het is de enige instelling van de Europese Unie die direct door de burgers wordt gekozen. Samen met de Raad van de Europese Unie en de Europese Commissie heeft het een wetgevende taak binnen de Europese Unie.
Het Parlement heeft sinds zijn ontstaan in de jaren vijftig van de 20e eeuw een ingrijpende transformatie doorgemaakt. In de eerste jaren van zijn bestaan was het Parlement vooral nog een adviesorgaan, terwijl de lidstaten in de loop der jaren veel wetgevende bevoegdheden hebben overgedragen op uiteenlopende gebieden zoals landbouw, voedselveiligheid, milieu en de begroting. Het wordt dan ook beschreven als een van de machtigste parlementen ter wereld.
Het Parlement bestaat in de zittingsperiode 2024-2029 uit 720 parlementsleden en vertegenwoordigt na het parlement van India het op een na grootste electoraat ter wereld. Het is het grootste transnationale electoraat ter wereld met 375 miljoen kiezers in 2009.
Het Europees Parlement heeft een zittingsduur van vijf jaar, de leden worden direct verkozen via algemeen kiesrecht. De verkiezingsopkomst is tot 2019 bij iedere stembusgang teruggelopen, van 65% in 1979 tot 42% bij de verkiezingen in 2014. Tijdens de Europese verkiezingen van mei 2019 was het opkomstpercentage 50% en bij die van 2024 lag het op 51,08%, het hoogste percentage van de afgelopen 20 jaar. Sinds januari 2022 is Roberta Metsola (EVP) de parlementsvoorzitter.

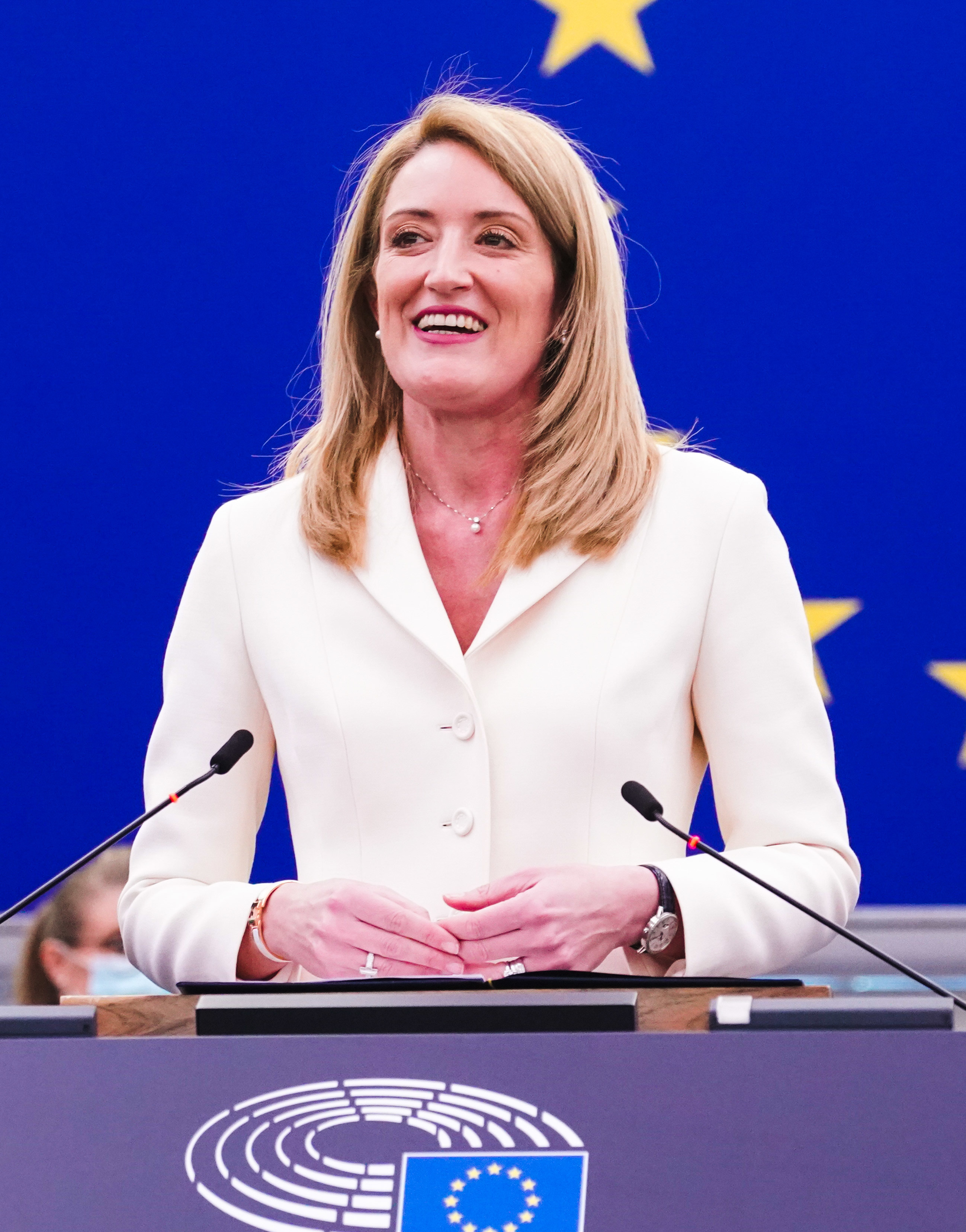
Voorzitter van het Europees Parlement: Roberta Metsola

## Geschiedenis

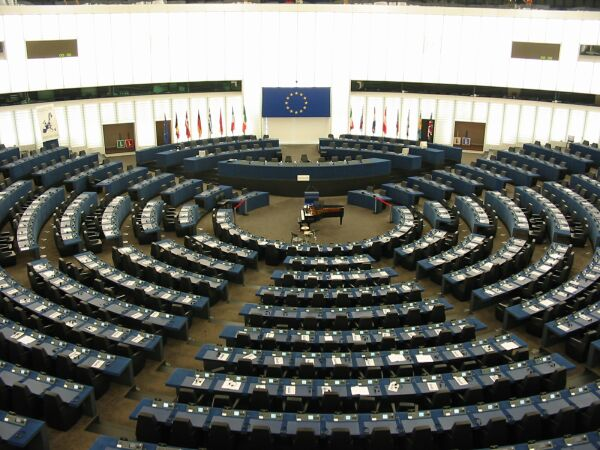
Europees Parlement in Straatsburg (Louise Weissgebouw).

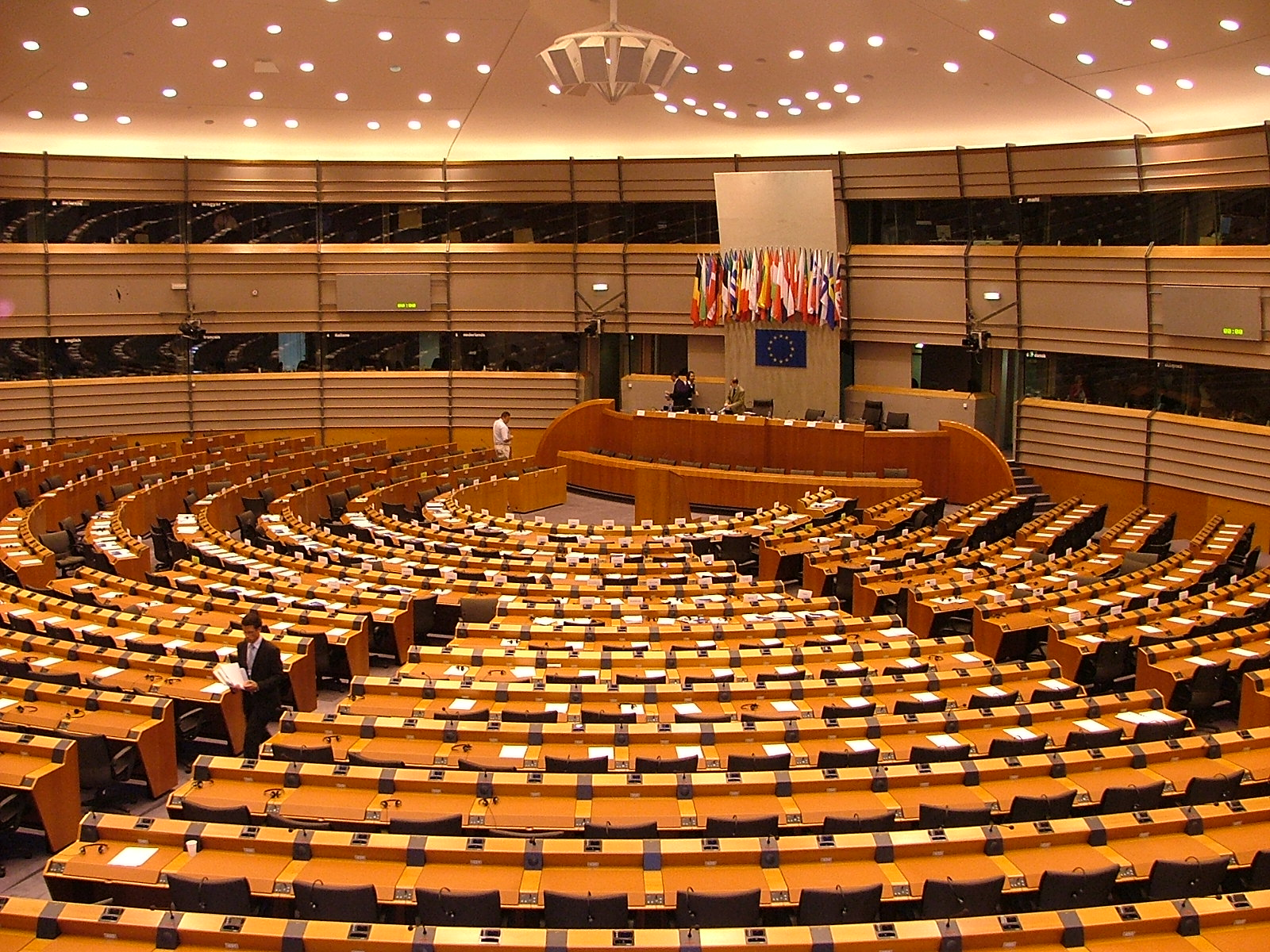
Europees Parlement in Brussel (Paul-Henri Spaakgebouw, Leopoldruimte).

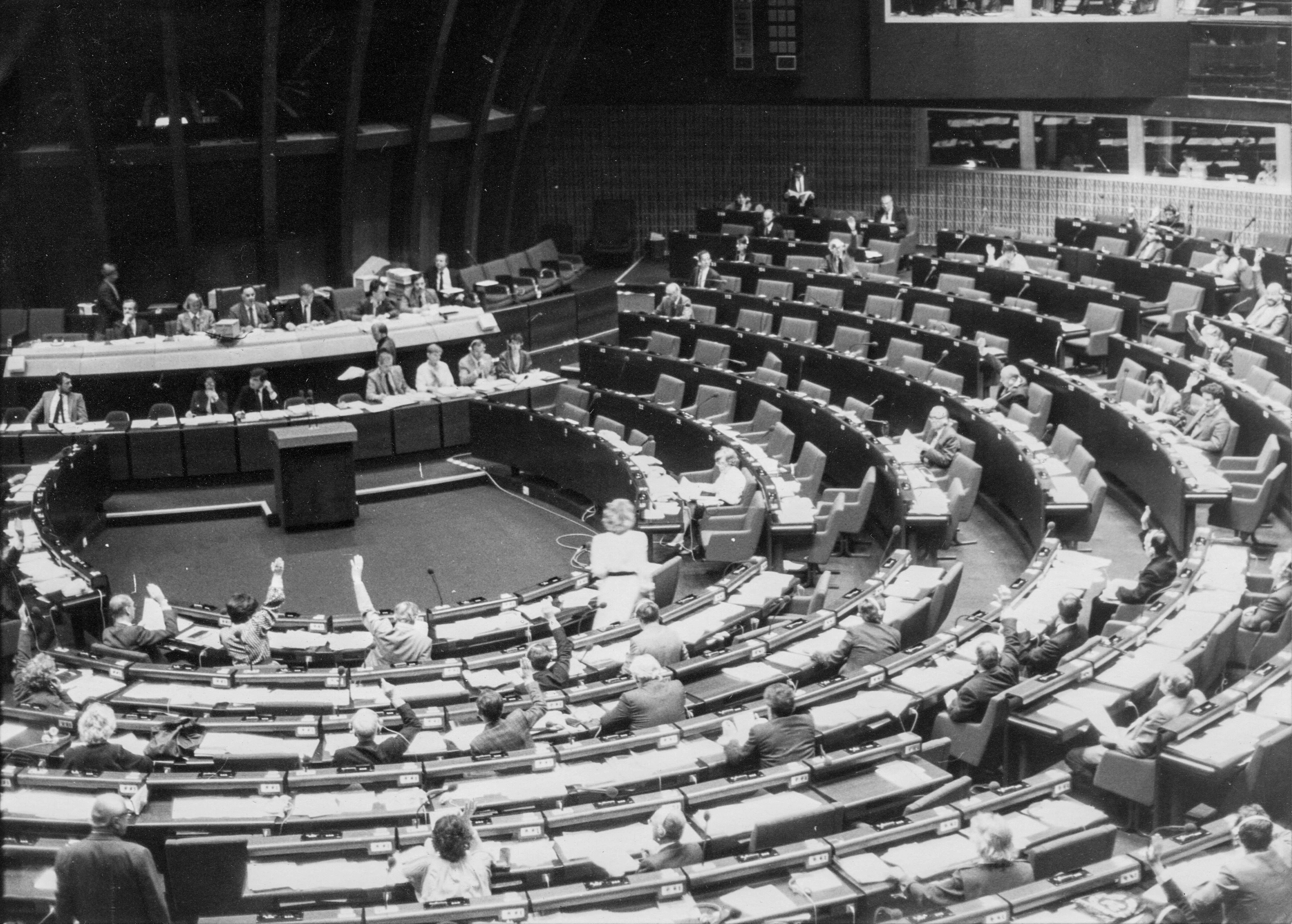
Europees Parlement in Straatsburg 1985 (Palais de l'Europe).

De geschiedenis van het Europees Parlement begint bij het Verdrag van Rome (1957) waarin voor het eerst wordt gesproken over een Europees parlement (toen nog Vergadering geheten) dat volkeren van de staten van de (toenmalige) Europese Economische Gemeenschap zou vertegenwoordigen. De leden van het Europees Parlement werden gekozen uit de nationale parlementen. In juni 1979 vonden de eerste rechtstreekse verkiezingen voor dit parlement plaats. Door de verdragen van onder andere Maastricht (1992), Amsterdam (1997) en Lissabon (2007) heeft het Europese Parlement steeds meer bevoegdheden gekregen. De medebeslissingsprocedure die sinds het Verdrag van Maastricht is ingevoerd, en die op steeds meer beleidsterreinen van toepassing is, betekent dat het grootste deel van de Europese Verordeningen en Richtlijnen alleen na tussenkomst en met toestemming van het Europees Parlement tot stand kan komen. Met het Verdrag van Lissabon kwam het Parlement op gelijke voet met de Raad van de Europese Unie in de besluitvorming over de overgrote meerderheid van de EU-wetgeving.
In december 2022 werden vier mensen, onder wie vice-voorzitter Eva Kaili, gearresteerd in het kader van een onderzoek naar mogelijke omkoping door Qatar. Dit werd bekend onder de naam Qatargate. 

## Taken en bevoegdheden

### Wetgeving

Bij de gewone wetgevingsprocedure moet het Parlement samen met de Raad beslissen over een voorstel van de Europese Commissie.

Het Europees Parlement deelt samen met de Raad van de Europese Unie de wetgevende macht van de EU. Het kan Europese wetten (richtlijnen, verordeningen en besluiten) aannemen, wijzigen of verwerpen. Sinds de inwerkingtreding van het Verdrag van Lissabon is de beslissingsbevoegdheid van het Parlement uitgebreid, waardoor het parlement via de gewone wetgevingsprocedure zijn goedkeuring moet verlenen aan de meeste bindende Europese wetgeving.
In tegenstelling tot de meeste andere gekozen parlementen heeft het Europees Parlement echter geen initiatiefrecht bij het opstellen van wetten. Binnen de EU is dit de exclusieve bevoegdheid van de Europese Commissie, afgezien van het gemeenschappelijk buitenlands en veiligheidsbeleid, waar de Commissie dit recht deelt met de Raad van Ministers. Het parlement kan niet-bindende resoluties aannemen die de Europese Commissie aansporen een bepaald wetsvoorstel in te dienen.

#### Verdragen
Krachtens de EU-verdragen heeft het Europees Parlement ook de bevoegdheid om goedkeuring te onthouden aan internationale verdragen die door de Europese Unie worden aangegaan met derde partijen, zoals vrijhandelsakkoorden of verdragen met lidstaten die hun lidmaatschap van de Unie willen beëindigen.

### Europese begroting
Sinds de jaren zeventig beslist het Parlement samen met de Raad over de zesjarige Europese begroting, het zogenoemde "meerjarig financieel kader", alsmede over de jaarlijkse begroting die concrete invulling aan de zesjarige kaders geeft. Begrotingsvoorstellen maken is voorbehouden aan de Commissie. Sinds de inwerkingtreding van het Verdrag van Lissabon moeten de Europarlementariërs hun goedkeuring verlenen aan de gehele begroting; vóór 2009 waren bepaalde onderdelen van het budget, waaronder het gemeenschappelijk landbouwbeleid, enkel onderworpen aan goedkeuring door de lidstaten in de Raad van de Europese Unie.
De huidige regelgeving bepaalt dat, als het Parlement en de Raad het niet eens kunnen worden over de begroting, er een bemiddelingscomité wordt opgezet. Als de delegaties van de Raad en het Parlement ook in dit comité niet tot overeenstemming kunnen komen, moet de Commissie een nieuwe ontwerpbegroting opstellen en begint de procedure opnieuw.
Het Parlement is ook verantwoordelijk voor verlening van kwijting aan de Europese Commissie over de jaarlijkse uitvoering van de begroting. De afweging of de verlening gegeven wordt, is afhankelijk van het twaalf-maandelijkse rapport van de Europese Rekenkamer, die steekproefsgewijs onderzoekt of de Commissie de EU-gelden goed besteed heeft. Het Parlement heeft de kwijting slechts in 1984 en 1998 onthouden, waarbij dit in het laatstgenoemde geval leidde tot de collectieve aftreding van de Europese Commissie onder leiding van voorzitter Jacques Santer.

### Controlefunctie
De benoeming van alle leden van de Europese Commissie, inclusief de voorzitter en de hoge vertegenwoordiger van de Unie voor buitenlandse zaken en veiligheidsbeleid, moet worden goedgekeurd door het Parlement voordat ze aan de slag kunnen. Voorafgaand aan de benoeming van iedere Commissaris moet de kandidaat voor een hoorzitting in het Europees Parlement verschijnen voor een ondervraging door de Europarlementariërs. Het Parlement kan echter geen individuele kandidaten afwijzen, maar enkel weigeren de gehele aspirant-Commissie goedkeuring te verlenen. De dreiging om de hele Commissie af te wijzen kan echter een effectief drukmiddel zijn om individuele kandidaten te vervangen, zoals bleek in 2004 toen voorzitter José Manuel Barroso de Italiaanse politicus Rocco Buttiglione, die was voorgedragen als kandidaat voor de post van Commissaris voor Justitie, Vrede en Veiligheid, verving nadat was gebleken dat het Parlement zich niet kon vinden in diens conservatieve uitspraken over homoseksuelen en alleenstaande moeders.
De controlerende macht van het Europees Parlement over de Commissie breidt zich ook uit naar diens functioneren tijdens de ambtsperiode, aangezien het parlement met een tweederdemeerderheid een motie van afkeuring kan aannemen tegen de Commissie en daarmee het aftreden van het gehele College van Commissarissen afdwingt. Deze bevoegdheid is tot op heden (2019) nog nooit gebruikt, alhoewel ermee gedreigd werd ten tijde van het corruptieschandaal in de Commissie-Santer, die vervolgens besloot op eigen initiatief af te treden en zo een motie van afkeuring te voorkomen.

### Europees burgerinitiatief
Per 1 april 2012 trad een EU-verordening betreffende het Europees burgerinitiatief in werking. Een dergelijk initiatief bestaat uit een petitie die is ondertekend door ten minste één miljoen EU-burgers, en roept de Commissie op om een wetsvoorstel te publiceren over een bepaald onderwerp. Als zo'n initiatief het benodigde aantal steunbetuigingen bereikt, hebben de organisatoren het recht een publieke hoorzitting over hun petitie te organiseren in het Europees Parlement.

## Samenstelling
Leden van het Europees Parlement worden verkozen voor vijf jaar en kunnen zich in het parlement aansluiten bij een van de zeven partijfamilies. Voor 1979 werden de parlementsleden aangeduid door hun nationale parlementen.
Onder het Verdrag van Lissabon worden de zetels verdeeld aan elk land volgens bevolkingsgrootte en het maximum aantal zetels wordt op 751 gesteld. Doordat de voorzitter niet kan stemmen zijn er echter maar 750 parlementsleden die op één moment kunnen stemmen.
De zetels worden degressief proportioneel verdeeld. Dit wil zeggen dat hoe groter het land, hoe meer mensen er worden vertegenwoordigd per parlementslid. Daardoor hebben Maltezen en Luxemburgers ongeveer 10 keer zoveel invloed per persoon die gaat stemmen als inwoners van de 6 grootste landen. Duitsland (82,5 miljoen inwoners) heeft 96 zetels, dus één zetel voor 859.000 inwoners. Malta daarentegen (0,4 miljoen inwoners) heeft 6 zetels, dus één zetel voor 67.000 inwoners.
Daarnaast worden er ook Europese kiesdistricten gevormd. In 5 EU-lidstaten (België, Frankrijk, Ierland, Italië en Polen), wordt het nationale territorium verdeeld in meerdere kiesdistricten. In de andere lidstaten vormt het hele land één enkel kiesdistrict. Alle lidstaten houden verkiezingen voor het Europees Parlement volgens verschillende vormen van evenredige vertegenwoordiging.

### Overgangsregeling
Door vertragingen in de ratificatie van het Verdrag van Lissabon, is het parlement in 2009 nog verkozen onder het Verdrag van Nice. Toen werden tijdens de verkiezingen 736 verkozenen lid van het Europees Parlement. Na de volledige inwerkingtreding van het Verdrag van Lissabon in 2011 telde het Europees Parlement 754 leden (onder wie de voorzitter). Dit werd in 2013 uitgebreid tot 766 na de toetreding van Kroatië. Het aantal zetels van enkele landen werd na de verkiezingen van 2014 teruggebracht om uit te komen op 751 zetels. Sinds 1 februari 2020 telt het parlement 705 zetels, als gevolg van de uittreding van het Verenigd Koninkrijk uit de Europese Unie.

### Partijfamilies / politieke fracties
De parlementsleden zijn georganiseerd in zeven verschillende fracties, partijfamilie genoemd; leden die zich niet bij een fractie hebben aangesloten worden aangeduid als niet-fractiegebonden leden. De twee grootste fracties zijn de Europese Volkspartij (EVP) en de Progressieve Alliantie van Socialisten en Democraten (S&D). Deze twee fracties hebben het Parlement voor het grootste deel van zijn geschiedenis gedomineerd omdat ze continu samen tussen de 50 en de 70 procent van de stemmen van de burgers hadden gekregen. Geen enkele fractie heeft ooit een absolute meerderheid gehad in het Europees Parlement.
Omdat Europese fracties brede allianties zijn van nationale partijen, zijn de fracties meer gedecentraliseerd dan fracties in een nationaal parlement. Fracties zijn soms gebaseerd op één enkele Europese politieke partij (zoals de socialistische fractie voor 2009), maar kunnen ook meer dan één Europese partij bevatten, alsook nationale partijen en onafhankelijken.
Opdat een fractie erkend kan worden, moet zij minstens 23 parlementsleden uit minimaal een vierde van de lidstaten tellen. Wanneer een fractie eenmaal erkend is, kan zij subsidies krijgen van het parlement evenals de garantie van zetels in de commissie. Hierdoor wordt het vormen van fracties bevorderd.

### Grote coalitie
Doordat het parlement geen regering vormt zoals gebruikelijk is in een parlementair stelsel, wordt in het parlement meer aan politiek gedaan volgens consensus, dan in meerderheid tegen oppositie. Gedurende het grootste deel van zijn geschiedenis is het parlement echter gedomineerd door een grote coalitie van de Europese Volkspartij (EVP) en de Partij van Europese Socialisten (PES). De twee grootste partijen werken veel samen en streven er veelal naar compromissen te vinden tussen hen twee. Hierdoor worden voorstellen vaak met grote meerderheden aangenomen. Dit leidt echter niet altijd tot een akkoord, waardoor andere allianties in de plaats gevormd kunnen worden. De EVP doet dit meestal met andere centrumrechtse of rechtse fracties en de PES met andere centrum-linkse of linkse fracties. De derde grootste partij zit dan vaak in een sleutelpositie. Vóór de verkiezingen van 2014 was dit de liberale fractie; in de zittingsperiode 2014-2019 was de fractie van de rechts-conservatieve Europese Conservatieven en Hervormers de derde partij.

### Commissies
Het Europees Parlement heeft 24 vaste parlementaire commissies waarvan 4 subcommissies. Deze bestaan elk afzonderlijk uit tussen de 28 en 86 parlementsleden, inclusief een voorzitter, een Bureau en een Secretariaat. Ze komen twee keer per maand samen om samen aan nieuwe wetgeving te werken.
| Naam                                                            | Afkorting |
| --------------------------------------------------------------- | --------- |
| Commissie buitenlandse zaken                                    | AFET      |
| - Subcommissie mensenrechten                                    | DROI      |
| - Subcommissie veiligheid en defensie                           | SEDE      |
| Commissie ontwikkelingssamenwerking                             | DEVE      |
| Commissie internationale handel                                 | INTA      |
| Commissie begroting                                             | BUDG      |
| Commissie begrotingscontrole                                    | CONT      |
| Commissie economische en monetaire zaken                        | ECON      |
| - Subcommissie belastingaangelegenheden                         | FISC      |
| Commissie werkgelegenheid en sociale zaken                      | EMPL      |
| Commissie milieubeheer, volksgezondheid en voedselveiligheid    | ENVI      |
| - Subcommissie volksgezondheid                                  | SANT      |
| Commissie industrie, onderzoek en energie                       | ITRE      |
| Commissie interne markt en consumentenbescherming               | IMCO      |
| Commissie vervoer en toerisme                                   | TRAN      |
| Commissie regionale ontwikkeling                                | REGI      |
| Commissie landbouw en plattelandsontwikkeling                   | AGRI      |
| Commissie visserij                                              | PECH      |
| Commissie cultuur en onderwijs                                  | CULT      |
| Commissie juridische zaken                                      | JURI      |
| Commissie burgerlijke vrijheden, justitie en binnenlandse zaken | LIBE      |
| Commissie constitutionele zaken                                 | AFCO      |
| Commissie Vrouwenrechten en gendergelijkheid                    | FEMM      |
| Commissie verzoekschriften                                      | PETI      |

Parlementsleden stellen ook delegaties samen om naar parlementen buiten de EU te gaan. Er worden dan bijvoorbeeld gezamenlijke parlementaire commissies met kandidaat-lidstaten gehouden.

## Verkiezingen
Rechtstreeke verkiezingen vinden in alle lidstaten plaats sinds 1979 en de volksvertegenwoordiging en vinden elke vijf jaar plaats. Soms, als een land in het midden van een termijn toetreedt tot de EU, worden er tussentijdse verkiezingen gehouden in dat land. Verkiezingen worden gehouden gedurende vier opeenvolgende dagen, naargelang nationale gewoonten op welke dag van de week er verkiezingen worden gehouden. De regels voor het kiessysteem wordt bepaald door het land zelf, behalve dan dat het om een proportioneel kiessysteem moet gaan. Dit houdt in dat het land bijvoorbeeld mag kiezen voor een systeem van een of meerdere kiesdistricten.
Door de vaak lage opkomst bij de Europese verkiezingen, worden pogingen gedaan om de Europese verkiezingen aantrekkelijker te maken. In 2014 is in dat kader het systeem van de Spitzenkandidat ontwikkeld, om de keus van de burgers verkiezingen meer te verbinden aan het ambt van Europees Commissievoorzitter. Voor de parlementsverkiezingen van 2014 koos daarom bijna elke fractie in het Parlement, partijfamilie genoemd, een kandidaat voor het commissievoorzitterschap die fungeerde als Europees lijsttrekker.

## Beloning
De beloning voor Europarlementariërs verschilde sterk tot aan 2009. Toen is de beloning geharmoniseerd en vastgelegd in het Statuut van het Europees Parlement: 38,5% van het basissalaris van een Europese rechter. Per 1 juli 2023 is de maandelijkse vergoeding € 10.075,18 bruto, netto niet meer dan € 7.853,89 door inkomstenbelasting die geheven wordt door de EU. Daarnaast kan een lidstaat inkomstenbelasting heffen van diens onderdaan.
Er zijn vaste, onbelaste, onkostenvergoedingen voor algemene kosten. De meeste Nederlandse Europarlementariërs geven uit zichzelf openheid over de besteding van de onkostenvergoedingen, maar dit is niet verplicht.
Er is een variabele autokostenvergoeding van 58 cent per kilometer voor de maandelijkse vergaderingen in Straatsburg en andere reizen die horen bij de functie (maximaal € 4.950 per maand). Ook wordt twee derde van medische kosten vergoed. Variabel is ook de vergoeding voor elke bijgewoonde vergadering: € 350 per dag.
Ook is er een pensioenregeling vanaf 63 jaar voor Europarlementariërs.

## Locatie

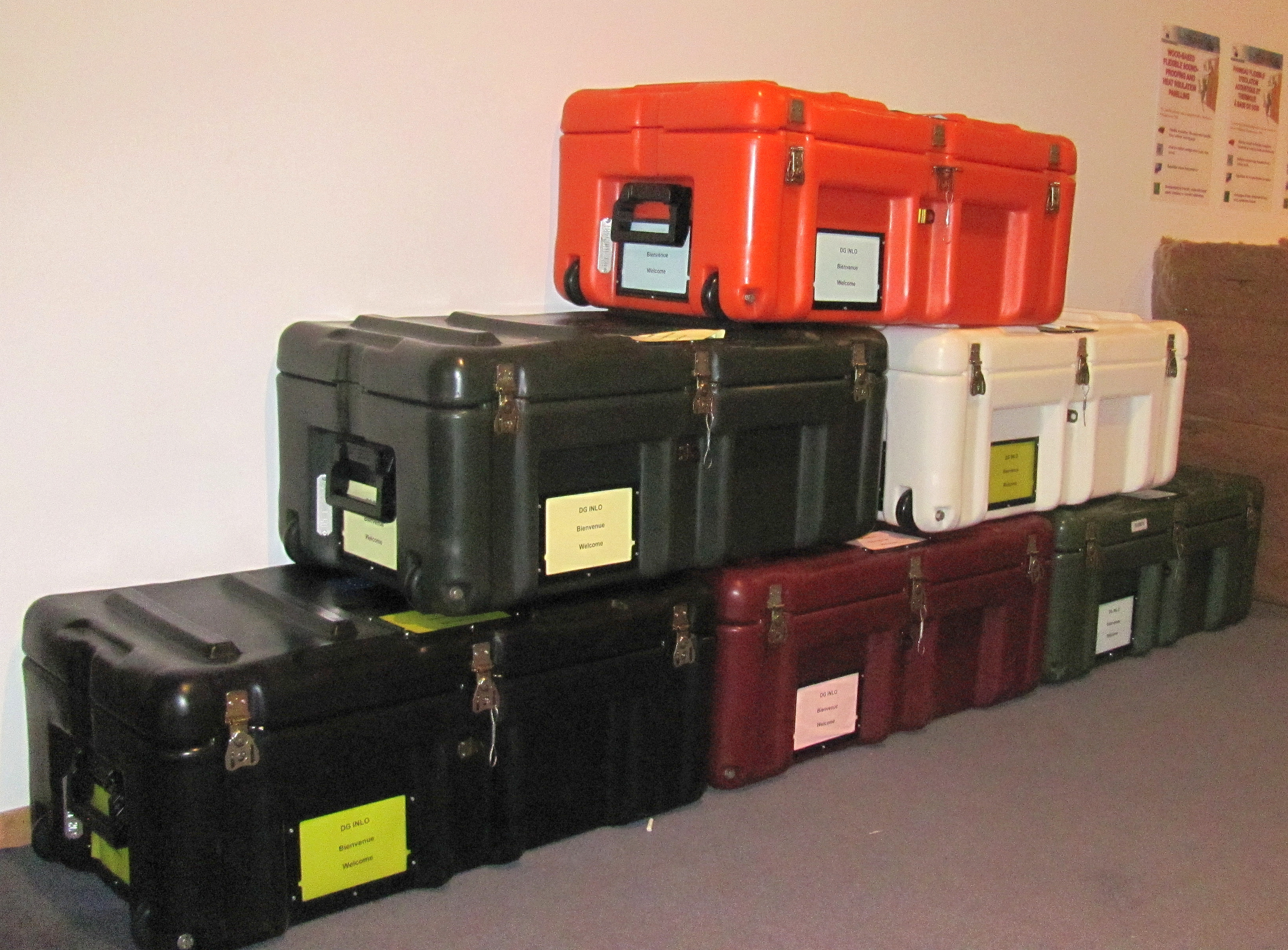
Verhuiskisten met dossiers en kantoorspullen, zogeheten cantines staan klaar in Brussel om te worden vervoerd naar Straatsburg, waar maandelijks een plenaire parlementszitting plaatsvindt. Maandelijks verhuist het EP heen en weer om te voldoen aan de EU-plicht om ook in Frankrijk te vergaderen.

Het Europees Parlement vergadert eens in de maand plenair, gedurende vier dagen in Straatsburg, van 1979 tot 1999 in het Palais de l'Europe, sinds 1999 in het Louise Weissgebouw. In Straatsburg staan verder het Vaclav Havelgebouw, het Salvador de Madariagagebouw, het Winston Churchillgebouw en het Pierre Pflimlingebouw. Een aantal aanvullende voltallige vergaderingen vindt plaats in Brussel, in de gebouwen van de Leopoldruimte (Paul-Henri Spaakgebouw, Altiero Spinelligebouw, Willy Brandtgebouw, József Antallgebouw, Stefan Zweiggebouw, Wilfried Martensgebouw). Daar vinden ook alle vergaderingen van de vaste parlementaire commissies plaats waarin de plenaire stemmingen worden voorbereid. Het Secretariaat-generaal bevindt zich in Luxemburg. De maandelijkse verhuizing van parlementariërs, ambtenaren, tolken en dossiers tussen Brussel en Straatsburg is een dure zaak, die regelmatig voor discussies binnen en over het EP zorgt.

## Overige activiteiten
Elk jaar kiest het Europees Parlement twee keer een culturele hoofdstad van Europa. Deze steden delen de titel.
Sinds 1988 wordt jaarlijks de Sacharovprijs uitgereikt voor verdiensten op het gebied van vrijheid van denken en mensenrechten. Sinds 2007 wordt de LUX-prijs uitgereikt, een jaarlijkse filmprijs ter promotie van de Europese film.
Euroscola is een project georganiseerd door het Europees Parlement waarbij scholen elkaar ontmoeten in Straatsburg. Tijdens een intensieve werkdag maken de scholieren kennis met (de werkwijze van) het Europees parlement en met medescholieren en leeftijdgenoten uit tal van Europese landen.
Het parlement wordt regelmatig door jongeren nagespeeld om bewustwording over Europa te bevorderen. In Nederland is in 1990 de Stichting Model European Parliament Nederland opgericht, in 1993 volgde Vlaanderen. Deze simulatie van het Europees Parlement wordt op school, provinciaal, nationaal en internationaal niveau gespeeld.

Daarnaast nemen jaarlijks zo’n 20.000 jongeren deel aan de sessies van de grootste organisatie, het Europees Jeugdparlement (EYP).